# Andrew Ketterer
Andrew Ketterer (* 17. Januar 1949) ist ein US-amerikanischer Anwalt und Politiker, der von 1995 bis 2001 Maine Attorney General war.

## Leben
Andrew Ketterer schloss das Connecticut College im Jahr 1971 ab, studierte an der Northeastern University School of Law und erwarb im Jahr 1974 dort einen Doktor der Rechtswissenschaften.
Im Jahr 1979 eröffnete er eine Anwaltskanzlei in Madion.
Als Mitglied der Demokratischen Partei war er von 1991 bis 1994 Abgeordneter im Repräsentantenhaus von Maine und von 1995 bis 2001 war er Maine Attorney General.
Ketterer ist mit der Politikerin Susan Katterer verheiratet und das Paar hatte einen Sohn.